# Stian Sivertzen
Stian Sivertzen (ur. 28 marca 1989 w Kongsbergu) – norweski snowboardzista, specjalizujący się w snowcrossie, brązowy medalista mistrzostw świata.

## Kariera
Po raz pierwszy na arenie międzynarodowej pojawił się 28 stycznia 2006 roku w Geilo, gdzie w zawodach FIS Race zajął dziewiąte miejsce w halfpipe'ie. W 2007 roku wystąpił na mistrzostwach świata juniorów w Badgastein, zdobywając złoty medal w snowcrossie. Podczas rozgrywanych rok później mistrzostw świata juniorów w Valmalenco był między innymi dziewiąty w snowcrossie i jedenasty w halfpipe’ie.
W Pucharze Świata zadebiutował 8 marca 2007 roku w Lake Placid, gdzie zajął 39. miejsce w snowcrossie. Na podium zawodów pucharowych po raz pierwszy stanął 26 września 2009 roku w Valle Nevado, kończąc rywalizację na pierwszej pozycji. W zawodach tych wyprzedził dwóch Kanadyjczyków: Roberta Fagana i Drew Neilsona. Najlepsze wyniki osiągnął w sezonie 2007/2008, kiedy to zajął ósme miejsce w klasyfikacji generalnej, a w klasyfikacji snowcrossu był drugi. Był też szósty w klasyfikacji snowcrossu w sezonie 2011/2012.
Największy sukces osiągnął w 2013 roku, kiedy na mistrzostwach świata w Stoneham zdobył brązowy medal w snowcrossie. W zawodach tych wyprzedzili go jedynie Alex Pullin z Australii i Austriak Markus Schairer. Był też między innymi dziesiąty podczas mistrzostw świata w Gangwon cztery lata wcześniej. W 2010 roku wystartował na igrzyskach olimpijskich w Vancouver, zajmując 26. miejsce. Brał też udział w igrzyskach w Soczi w 2014 roku, gdzie rywalizację w snowcrossie ukończył na piątej pozycji.
W 2016 roku zakończył karierę.

## Osiągnięcia

### Igrzyska olimpijskie
| Miejsce | Dzień     | Rok  | Miejscowość | Konkurencja    | Zwycięzca       |
| ------- | --------- | ---- | ----------- | -------------- | --------------- |
| 26.     | 15 lutego | 2010 | Vancouver   | Snowboardcross | Seth Wescott    |
| 5.      | 18 lutego | 2014 | Soczi       | Snowboardcross | Pierre Vaultier |

### Mistrzostwa świata
| Miejsce | Dzień       | Rok  | Miejscowość | Konkurencja    | Zwycięzca        |
| ------- | ----------- | ---- | ----------- | -------------- | ---------------- |
| 31.     | 14 stycznia | 2007 | Arosa       | Snowboardcross | Xavier de Le Rue |
| 10.     | 18 stycznia | 2007 | Gangwon     | Snowboardcross | Markus Schairer  |
| 36.     | 18 stycznia | 2011 | La Molina   | Snowboardcross | Alex Pullin      |
| 3.      | 26 stycznia | 2013 | Stoneham    | Snowboardcross | Alex Pullin      |
| 20.     | 16 stycznia | 2015 | Kreischberg | Snowboardcross | Luca Matteotti   |

### Puchar Świata

#### Miejsca w klasyfikacji generalnej
- sezon 2006/2007: 85.
- sezon 2007/2008: 8.
- sezon 2008/2009: 28.
- sezon 2009/2010: 225.
  - SBX[1]
- sezon 2010/2011: 34.
- sezon 2011/2012: 6.
- sezon 2012/2013: 20.
- sezon 2013/2014: 11.
- sezon 2014/2015: 7.
- sezon 2015/2016: 65.

#### Miejsca na podium w zawodach
1. Valle Nevado – 26 września 2007 (snowcross) - 1. miejsce
2. Valle Nevado – 29 września 2007 (snowcross) - 2. miejsce
3. Gujō – 22 lutego 2008 (snowcross) - 2. miejsce
4. Chapelco – 13 września 2008 (snowcross) - 2. miejsce
5. Valmalenco – 14 marca 2012 (snowcross) - 1. miejsce
6. Vallnord-Arinsal – 11 stycznia 2014 (snowcross) - 2. miejsce

- W sumie (2 zwycięstwa, 4 drugie i 0 trzecich miejsc).